# Daphnopsis occulta
Daphnopsis occulta är en tibastväxtart som beskrevs av L.I. Nevling. Daphnopsis occulta ingår i släktet Daphnopsis och familjen tibastväxter. Inga underarter finns listade i Catalogue of Life.